# Bicknor
Bicknor – wieś w Anglii, w hrabstwie Kent, w dystrykcie Maidstone. Leży 11 km na wschód od miasta Maidstone i 61 km na południowy wschód od centrum Londynu.